# Красная Зорька (Могилёвская область)
Красная Зорька (бел. Красная Зорка) — посёлок в составе Лебедянковского сельсовета Белыничского района Могилёвской области Республики Беларусь.

## Население
- 2010 год — 5 человек